# Малка Смолница
Малка Смолница е село в Североизточна България. То се намира в община Добричка, област Добрич.

## География
Навсякъде около селото има полета, които са оградени с пояси. Координатите на селото са северна географска ширина: 43° 36' и източна 27° 43'. Селото може да се види от път 71, след излизане от кв. „Рилци“ вдясно. Разстоянието до центъра на град Добрич по права линия е около 8500 м, а до кв. „Рилци“ около 4 км северозападно. По земя разстоянието до Добрич е около 10 км. Надморската височина е от около 210 до около 280 м. Площта на селото е приблизително около 8.7 км2.

## Население
Преброяване на населението през 2011 г.
Численост и дял на етническите групи според преброяването на населението през 2011 г.:
|                     | Численост | Дял (в %) |
| Общо                | 128       | 100,00    |
| Българи             | 99        | 77,34     |
| Турци               | 15        | 11,71     |
| Цигани              | 8         | 6,25      |
| Други               | 0         | 0,00      |
| Не се самоопределят | 0         | 0,00      |
| Неотговорили        | 6         | 4,68      |

## Културни и природни забележителности
До селото има микроязовир в който може да се лови риба, а също и изоставена помпена станция. Има главна улица, която минава през цялото село. Главната улица е дълга приблизително 2.5 км. Точно на центъра на селото, където върти автобуса има магазин и заведение. В селото има развита конна база и хиподрум, където се провеждат конни състезания. До селото има древна тракийска могила, която е разграбена.
Родно място на Атанас Вълков (р. 06.08.1856 г.), който е студент на Фердинанд дьо Сосюр (1857-1913), смятан за основател на структурализма (Вж. Веселинов, Д. Българските студенти на Фердинанд дьо Сосюр. София, Сиела, 2008, с. 145-165).

## Редовни събития
Традиционно се провеждат конни състезания на Тодоровден.